# Markörgis Khan
 (août 2016).
Si vous disposez d'ouvrages ou d'articles de référence ou si vous connaissez des sites web de qualité traitant du thème abordé ici, merci de compléter l'article en donnant les références utiles à sa vérifiabilité et en les liant à la section « Notes et références ».
Ükegtü Khan (en mongole: Үхэгт хаан; en Chinois: 烏珂克圖汗), né Mahakörgis (ou Markörgis; en Mongole: Махагүргис ᠮᠠᠬᠠᠬᠦᠷᠬᠢᠰ; Chinois: 馬兒古兒吉思), (1448?–1465) est un khagan des Mongols de la Dynastie Yuan du Nord, qui à régner 1455 à 1465.

## Biographie
Mahakörgis était le plus jeune fils de Tayisung Khan Toghtoa Bukha et de son plus jeune épouse khatun, Samar. Peu de temps après la mort d'Esen, sa mère, Samar, attaqua les Quatre Oirads dans le Khangai Zavkhan. Pendant la campagne, Mahakörgis, 8 ans, a été emmené dans un box à cheval, pour être ainsi appelé plus tard Ükegtü Khagan. Ils vainquirent les Oirads et revinrent avec des biens pillés.
Après cela, Samar taifu et Dogholon taishi des sept Tümeds ont couronné le garçon khagan. Bulay du Kharchin et Dogholon détenaient le véritable pouvoir et se battaient constamment pour la domination. Mahakörgis reçut le titre d'Ükegtü parce qu'il était assis dans une charrette pendant les batailles.
Bulay a tenté d'ouvrir des relations commerciales avec la dynastie Ming, mais a été refusé. Bulay envahit à plusieurs reprises les Ming en 1460 et 1461. Il attaqua également la garde Uriyangkhai Doyin (vassaux des Ming) l'année suivante. La cour Ming accepta finalement d'établir la paix avec les Mongols.
En 1465, les nobles mongols se sont ouvertement fait la guerre dans leur lutte pour le pouvoir et Mahakörgis Ükegtü Khan a été tué en conséquence. Le jeune khan fut remplacé par son demi-frère aîné Molon Khan Tögüs Mengke.